# يوهان مجالبي
يوهان مجالبي (بالسويدية: Johan Mjällby)‏، من مواليد 9 فبراير 1971، لاعب كرة قدم سويدي سابق.
بدأ مسيرته الكروية مع نادي أيه أي كي فوتبول في عام 1984، ولعب معهم حتى عام 1998، وفي عام 1998 انتقل إلى نادي سيلتك الإسكتلندي، ولعب معهم حتى عام 2004، وفي موسم 2004/2005 انتقل إلى نادي ليفانتي، وفي موسم 2005/2006 عاد إلى نادي أيه أي كي فوتبول.
و قد لعب مع منتخب السويد لكرة القدم 46 مباراة وسجل 4 أهداف.

## روابط خارجية
- يوهان مجالبي على موقع الاتحاد الدولي (مؤرشف)  (الإنجليزية)
- يوهان مجالبي على موقع اتحاد السويد (السويدية)
- يوهان مجالبي على موقع قاعدة بيانات كرة القدم.إي يو (الإنجليزية)
- يوهان مجالبي على موقع ناشيونال فوتبول تيمز (الإنجليزية)